# Estación de Cádiz
Cádiz es la principal estación de ferrocarril de la ciudad española de Cádiz. Es una estación de carácter terminal abierta en 2002 situada junto a la plaza de Sevilla, muy cerca del centro urbano. Es cabecera de la línea C-1 de Cercanías Cádiz, de la línea T-1 de TramBahía, de trenes de Media Distancia y de trenes de largo recorrido.

## Situación ferroviaria
Se encuentra en el punto kilométrico 158,1 de la línea férrea de ancho ibérico Alcázar de San Juan-Cádiz. El kilometraje toma como punto de partida la ciudad de Sevilla, ya que este trazado va unido a la línea Sevilla-Cádiz posteriormente integrada por Adif en la ya mencionada línea Alcázar de San Juan-Cádiz. El tramo es de vía doble y está electrificado.

## Historia
El edificio antiguo de la estación, cerrado al público desde que en 2002 se inaugurase el nuevo, data de la época en que fue construida por la Compañía de los Ferrocarriles Andaluces, y se ubica junto al puerto de Cádiz y el edificio de aduanas.
Este edificio ha sido clausurado con las obras de soterramiento de la vía férrea en Cádiz entre 2000 y 2001, siendo construido un nuevo edificio que está algo más alejado de la Plaza de Sevilla. La nueva estación cuenta con seis vías, dos de ellas reservadas a trenes de cercanías, con acceso restringido para viajeros con títulos de transporte para los mismos.
Durante las obras de soterramiento la estación no prestó servicio, siendo terminal provisional la estación de Cortadura.
El 11 de febrero de 2022 el Tranvía de la Bahía de Cádiz llegó por primera vez a la estación de Cádiz y completó el recorrido completo del tranvía, siendo la línea oficialmente inaugurada el día 26 de octubre de 2022.

## Servicios ferroviarios

### Alta Velocidad
En 2025, esta prevista, la llegada de la marca Renfe AVE a la ciudad, gracias a la remodelación de los antiguos Renfe Trenhotel en trenes de alta velocidad con locomotora motriz de los Talgo AVRIL, capaces de alcanzar velocidad de 330 km/h. A estos nuevos trenes se le denominan Serie 107 de Renfe. Cádiz es una de las ciudades en la que está previsto que den servicios estos nuevos trenes.

### Larga Distancia
Tres Alvia diarios en ambos sentidos con parada en la estación unen Cádiz con Madrid pasando por Sevilla, Córdoba o Ciudad Real. En fechas de alta demanda y algunos fines de semana se incluye un tren Intercity entre Madrid y Cádiz, que circula con otro acoplado hasta Sevilla, con destino Huelva.
También recuperó en el verano de 2021 el servicio directo con Barcelona, comercializado como InterCity Torre del Oro (realizado con la serie 120 de Renfe).

### Media Distancia
Todos los trenes MD de la línea 65 que opera Renfe se detienen en la estación. Dicha línea cubre el trayecto Sevilla-Cádiz aunque algunas relaciones continúan o provienen de Córdoba o Jaén. Hasta el año 2013, el trayecto Jaén-Cádiz también se cubría diariamente con trenes Avant.

### Cercanías
La estación tiene servicio de cercanías con una frecuencia que oscila entre 15 y 60 min para estaciones situadas entre esta estación y San Fernando-Bahía Sur y entre 30 y 60 min para estaciones situadas entre esta última y Jerez de la Frontera los días laborables. Los fines de semana y festivos sólo circula un tren por hora en toda la línea.

### TramBahía
Desde el 26 de octubre de 2022, la estación acoge la terminal de la línea 1 del Tren tranvía de la Bahía de Cádiz (TramBahía), que la conecta con San Fernando y Chiclana de la Frontera, siguiendo un recorrido mixto de tren y tranvía. La frecuencia horaria se ha adaptado al horario de Cercanías de Renfe, con lo que los trenes combinan de manera efectiva los trayectos completos de Chiclana a Cádiz capital, y viceversa, con trayectos cortos que favorecen el trasbordo ágil y funcional con la línea C-1 de Jerez–Cádiz en la estación de Río Arillo.